# Coalició d'Organitzacions Progressistes de Formentera
La Coalició d'Organitzacions Progressistes de Formentera (COP, Coalición de Organizaciones Progresistas de Formentera) fue una coalición que agrupaba al PSIB-PSOE, Esquerra Unida (EU) y Els Verds (EV) de la isla balear de Formentera (España). A nivel municipal (la isla constituye un único municipio) llegó a ser el principal partido de Formentera.
Las primeras elecciones a las cuales se presentó la COP fueron las municipales y autonómicas de 1999. En estos comicios, la COP consiguió la mayoría absoluta en el Ayuntamiento de Formentera, con el 54,97% de los votos válidos y 8 de los 13 concejales que forman el consistorio. La COP también fue la candidatura más votada en las autonómicas consiguiendo el único diputado de la circunscripción de Formentera. Este diputado fue decisivo para el cambio de mayoría en el Consejo Insular de Ibiza y Formentera, ya que en la isla de Ibiza tanto el Partido Popular como el Pacte Progressista habían conseguido seis escaños.
La COP volvió a presentarse a las elecciones municipales y autonómicas de 2003. En esta ocasión, la COP, a pesar de ser la fuerza más votada a las municipales, con el 41,31% de los votos válidos, se quedó a un concejal de la mayoría absoluta y perdió la alcaldía, que pasó a manos del Partido Popular. Posteriormente, en 2005, la COP recuperó la alcaldía de Formentera, siendo elegido alcalde Isidor Torres Cardona, el cual ya había ocupado este cargo entre 1999 y 2003.
En cuanto a las elecciones autonómicas de 2003, la COP perdió el escaño obtenido el 1999, que pasó a manos de la Agrupació Independent Popular de Formentera (AIPF).
La COP no volvió a presentarse en las elecciones autonómicas de 2007, en las que fue sucedida por una coalición entre PSOE y Gente por Formentera (GxF, Gente por Formentera), que no logró recuperar el escaño en manos de la AIPF, en tanto que en las elecciones municipales y para el nuevo Consejo Insular de Formentera, ambas formaciones se presentaron por separado, logrando en este caso la alcaldía y presidencia del Consejo mediante un pacto postelectoral.